# Ferenc Kocsis
Pour les articles homonymes, voir Kocsis.
Ferenc Kocsis, né le 8 juillet 1953 à Budapest, est un lutteur gréco-romain de nationalité hongroise.
Il remporte la médaille d'or aux Jeux olympiques d'été de 1980 à Moscou dans la catégorie des moins de 74 kg.